# Pareuxoa lineifera
Pareuxoa lineifera là một loài bướm đêm thuộc họ Noctuidae. Nó được tìm thấy ở Termas de Río Blanco ở Chile và Neuquén ở Argentina.
Sải cánh dài 30–32 mm. Con trưởng thành bay vào tháng 2.